# Донбас СОС
Громадська організація «Донбас SOS» — українська неурядова організація, що займається координацією допомоги громадянам, які перебувають в зоні проведення АТО, а також внутрішньо переміщеним особам (ВПО). Утворилася в березні 2014 року з активістів Донбасу. Центральний офіс розташовано в Києві (провулок Новопечерський, будинок 3, корпус 2, офіс 415).

## Основні завдання організації
Основними завданнями організації є:
- захист прав людей, які постраждали у зв'язку з подіями на Сході України;
- надання координаційної допомоги особам, які перебувають в зоні конфлікту, ВПО (допомога у виїзді, пошук житла для тимчасового та постійного перебування, правові консультації, консультації щодо соц. питань та іншого, подальший супровід ВПО) за допомогою гарячої лінії;
- збір, аналіз і висвітлення інформації, що сприяє спрощенню пошуку розв'язання проблем, пов'язаних з виїздом з конфліктної зони та подальший супровід ВПО за допомогою інформаційного поля в інтернеті та друкованих інформаційних носіях;
- координація активістів, громадських і державних організацій, які допомагають особам, що перебувають в конфліктній зоні та ВПО (правова, медична, гуманітарна допомога);
- допомога особам, що потрапили в полон та тим, хто звільнений з полону;
- психологічна допомога особам, що вийшли з полону, що перебувають в зоні конфлікту та ВПО;
- представляти та захищати інтереси мешканців конфліктної зони у державних органах.

Для досягнення цієї мети організація використовує наступні інструменти:
- Гаряча лінія Донбас SOS з надання допомоги стосовно: виїзду із зони антитерористичної операції (АТО) ВПО громадським та приватним транспортом;
- поселення ВПО на території України — в місцях, які надають приватні особи та місцях компактного проживання;
- інформування щодо реєстрації ВПО для відновлення соц.виплат, втрачених документів, можливостей працевлаштування, переводу в інший ВНЗ, надання гуманітарної допомоги тощо;
- подальшого супроводу ВПО, забезпечення соціальної адаптації, психологічної реабілітації та комунікації й згуртованості з мешканцями інших регіонів України;
- збору, аналізу та оприлюдненню інформації для потреб ВПО;
- координування організацій та людей, що надають допомогу тимчасовим переселенцям.

## Інформаційна діяльність
- Дорожня карта для ВПО;
- Пам'ятка для осіб, які перебувають в зоні АТО;
- Інтернет-ресурси (сайт, сторінки у соц. мережах), інформаційні онлайн-листівки «Донбас SOS рекомендує»;
- Моніторингові місії в зону АТО спільно з правозахисними організаціями для фіксування фактів порушення прав людини;
- Збір інформації щодо викрадених та полонених осіб, координаційна допомога їх рідним; допомога особам, що вийшли з полону.

## Гуманітарна допомога
- збір та координація гуманітарної допомоги для м. Горлівка, Бахмут, Центру допомоги переміщеним особам в м. Краматорську, транзитного пункту м. Сватове.

## Просвітницький напрямок
- проєкт «Книжки на Схід!»
- участь у культурно-гуманітарних батальйонах в рамках проєкту «Новий Донбас»

## Мережа волонтерів та партнерів
Донбас SOS об'єднує 9 координаторів та понад 50 волонтерів гарячої лінії Донбас SOS, а також мережу регіональних волонтерів у Донецькій, Луганській, Чернівецькій, Одеській, Харківській, Херсонській, Волинській, Кіровоградській, Сумській, Дніпропетровській, Полтавській, Житомирській, Запорізькій, Волинській, Вінницькій, Закарпатській областях.
Мережа партнерів Донбас SOS включає понад 20 державних та громадських організацій, в тому числі: Донецька обласна державна адміністрація; Луганська обласна адміністрація, Служба у справах дітей та молоді, Координаційні ради та штаби з питань тимчасових переселенців в регіонах України, Державна служба України з надзвичайних ситуацій, Програма розвитку ООН, МОЗ, Червоний хрест; благодійні фонди «Розвитку України», Краматорський Християнський Центр, Європейська асоціація інвалідів, Гуманітарний штаб «Поможем», «Спасем Украину!»; «Правовий Простір», благодійний фонд «Милосердие и здоровье», Волонтерська сотня; Центр Громадянських Свобод (Євромайдан SOS); Громадський сектор Євромайдану; Центр соціальних служб для родин, дітей та молоді; Центр зайнятості Вільних людей, районні адміністрації та активісти міських громад із зони АТО, Комітет патріотичних сил Донбасу.